# إبراهيم بن سعيد النحوي
أبو إسحاق إبراهيم بن سعيد بن الطيِّب الرفاعي النحوي (340هـ/951م - 411هـ/1020-1021م) هو شاعر ونحوي عربي عاش في العصر العباسي.

## سيرته
ولِدَ إبراهيم بن سعيد بن الطيِّب قرابة 340هـ، وتعود أصوله إلى قبيلة عبد القيس الربعية العدنانية، وفي صباه دخل إبراهيم مدينة واسط، وفيها تتلمذ لدى عبد الغفار الحضيني، وغادر واسط إلى بغداد وتتلمذ هناك لدى أبي سعيد السيرافي، وأخذ منه كتاب سيبويه وعدداً من كتب اللغة ودواوين الشعر، ثُمَّ عاد إلى واسط. في فترةٍ من حياته فقد إبراهيم بصره، وفي واسط اعتنق مذهب الإمامية. تُوفِّي إبراهيم بن سعيد النحوي في سنة 411هـ، ولم يحضر جنازته سوى شخصين بسبب مذهبه.